# Godzilla: Battle Legends
Godzilla: Battle Legends (of kortweg "Godzilla" in de Verenigde Staten) is een computerspel uit het vechtspelgenre. Het spel is gebaseerd op het filmmonster Godzilla.
Godzilla: Battle Legends werd ontwikkeld door Alfa System, en in 1993 uitgebracht voor de Turbo Duo door Hudson Soft.

## Achtergrond
In het spel neemt de speler de rol aan van Godzilla, die verschillende andere monsters moet bevechten.
Het uiterlijk van Godzilla wordt bij elke tegenstander aangepast aan zijn uiterlijk uit de film waarin hij die vijand voor het eerst bevocht. Bijvoorbeeld: als Godzilla vecht met Anguirus ziet hij er uit zoals in 1955, en als hij vecht met Rodan ziet hij eruit zoals in 1964.
In multiplayermode is naast Godzilla ook een ander monster bespeelbaar.

## Monsters
- Godzilla (55, 64, 65, 68, 73, 74, 89, 91, & 92)
- Rodan
- Anguirus
- King Ghidorah (Showa, Heisei en "Mecha")
- Mechagodzilla (Showa MK 1, Showa MK 2 en Super Mechagodzilla)
- Biollante (beide vormen)
- Megalon
- Gigan
- Battra (Larve en volwassen vorm)
- Super X II
- Hedorah (laatste vorm)